# Kuba Wojewódzki
Kuba Wojewódzki né le 2 août 1963 à Koszalin, est un journaliste, un percussionniste, un satiriste et un acteur polonais. Il a fini le Lycée à XXVII à Varsovie)

## Œuvres
- 2007: Testosteron
- 2006: Chasing the Acids
- 2000: Dzieci Jarocina
- 1998-2003: Miodowe lata
- 2002-2006: Samo Życie
- 2006: 7 Zwerge – Männer allein im Wald (polonais dubbing)